# Donțivșciîna, Hadeaci
Donțivșciîna (în ucraineană Донцівщина) este un sat în comuna Sarî din raionul Hadeaci, regiunea Poltava, Ucraina.

## Demografie
Componența lingvistică a localității Donțivșciîna
     Ucraineană (100%)
Conform recensământului din 2001, toată populația localității Donțivșciîna era vorbitoare de ucraineană (100%).